# Adrej
Adrej  (in arabo عدرج‎?) è un centro abitato e comune rurale del Marocco situato nella provincia di Sefrou, regione di Fès-Meknès. Conta una popolazione di 1 709 abitanti (censimento 2014).